# 何德尔拜
何德尔拜（1930年—2014年1月26日），新疆吉木乃县人，中华人民共和国政治人物。

## 生平
1972年12月，任新疆自治区革委会生产指挥组财贸组副组长、财办副主任，1977年1月任自治区财贸办公室主任。1983年5月，任新疆自治区副主席，1993年1月任自治区人大常委会副主任。